# Taça Cidade Maravilhosa
In 1996 werd de Taça Cidade Maravilhosa gespeeld, de competitie wordt gezien als een voortzetting van het Torneio Municipal de Futebol do Rio de Janeiro, dat een laatste keer gespeeld werd in 1951. De competitie werd gespeeld van 27 januari tot 8 maart en ging vooraf aan het Campeonato Carioca dat op 10 maart van start ging. Aan de competitie namen enkel teams deel uit de stad Rio de Janeiro zoals dat voorheen ook al het geval was in het Campeonato Carioca, voor dit in 1979 fuseerde met het Campeonato Fluminense. Botafogo werd kampioen. Het was een eenmalige heropleving van de competitie.

## Eindstand
| Plaats | Club          | Wed. | W | G | V | Saldo | Ptn. |
| ------ | ------------- | ---- | - | - | - | ----- | ---- |
| 1.     | Botafogo      | 7    | 6 | 1 | 0 | 21:6  | 19   |
| 2.     | Madureira     | 7    | 4 | 2 | 1 | 7:6   | 14   |
| 3.     | Flamengo      | 7    | 3 | 4 | 0 | 10:6  | 13   |
| 4.     | Vasco da Gama | 7    | 3 | 2 | 2 | 16:11 | 11   |
| 5.     | Fluminense    | 7    | 2 | 2 | 3 | 12:12 | 8    |
| 6.     | Bangu         | 7    | 2 | 1 | 4 | 7:14  | 7    |
| 7.     | America       | 7    | 0 | 2 | 5 | 6:14  | 2    |
| 8.     | Olaria        | 7    | 0 | 2 | 5 | 8:18  | 2    |

|  | Winnaar |

## Kampioen
| Taça Cidade Maravilhosa      |
| Rio de Janeiro               |
| ---------------------------- |
| Botafogo Kampioen (2° titel) |

## Topschutters
| Speler            | Speler          | Goals | Team          |
| ----------------- | --------------- | ----- | ------------- |
| Vlag van Brazilië | Túlio Maravilha | 10    | Botafogo      |
| Vlag van Brazilië | Ailton Ferraz   | 5     | Fluminense    |
| Vlag van Brazilië | Romário         | 4     | Flamengo      |
| Vlag van Brazilië | Válber Costa    | 4     | Vasco da Gama |